# Centrale idroelettrica di Ponte
La Centrale idroelettrica "Giacinto Motta" di Ponte si trova a Ponte nel comune di Formazza, nella provincia del Verbano-Cusio-Ossola, sulle rive del Fiume Toce.
La centrale di Ponte fu dedicata a Giacinto Motta, ingegnere, presidente della società Edison.

## Storia

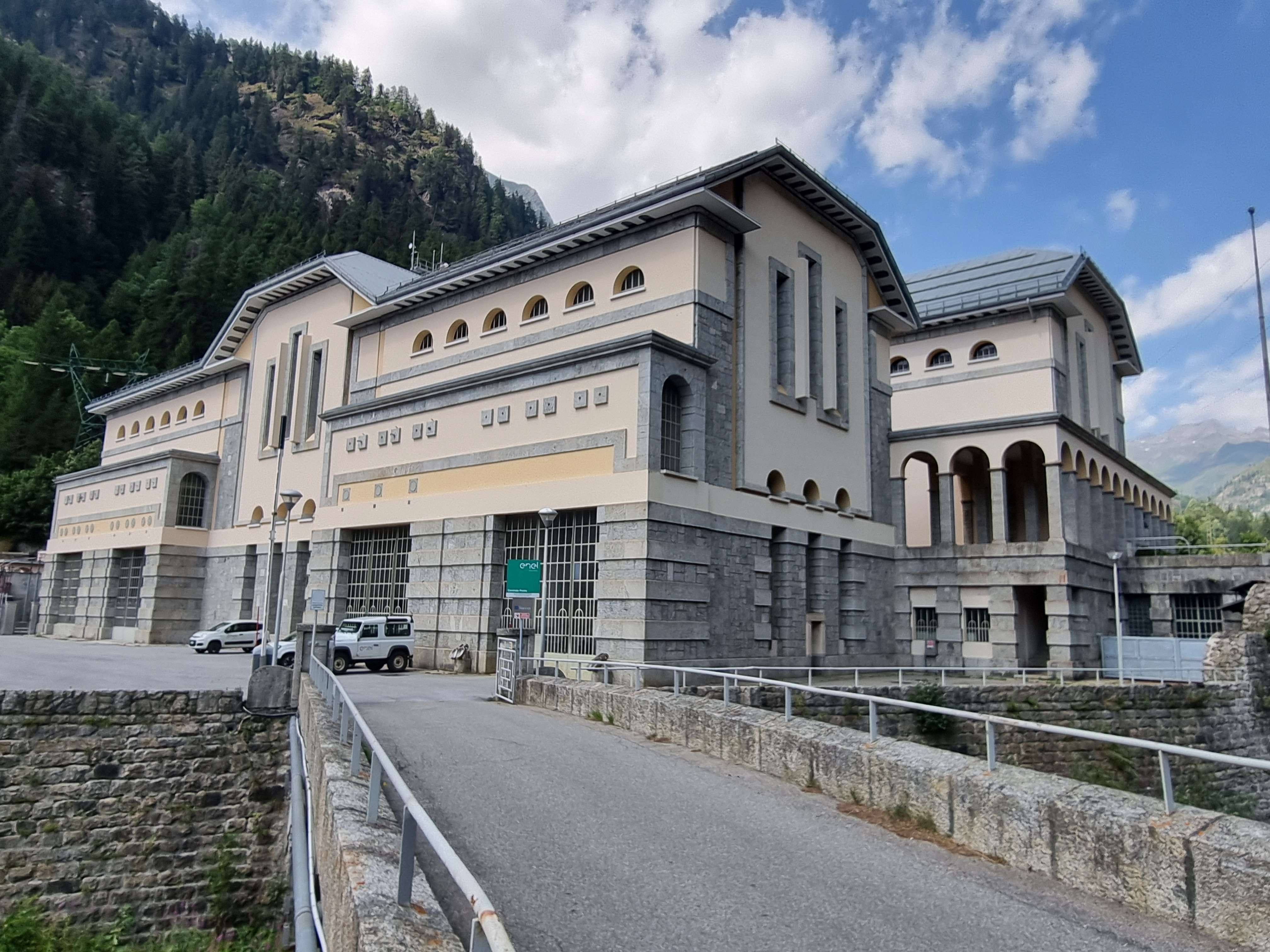
Ingresso

Prima della costruzione della centrale di Ponte nel 1941, in valle Formazza era presente la centrale di Sottofrua, terminata nel 1924, che sfruttava le acque del lago Castel, del lago Toggia e del lago Nero; e la centrale di Valdo, terminata nel 1922, che sfruttava le acque del lago Vannino. Queste due centrali furono dismesse in concomitanza con l'entrata in servizio della centrale di Ponte.
Il bacino di Castel e del Lago Nero vennero in seguito dismessi negli anni '50.

## Equipaggiamento
La centrale di Ponte viene alimentata da acque di tre distinte derivazioni:
- Lago Toggia: un bacino che convoglia le acque in un salto di 888 m e una portata di 4.25 m3/s. Genera una potenza di 30 MW.
- Lago Vannino: bacino che a sua volta raccoglie le acque del lago Sruer (o Obersee)[4] e del lago Busin Inferiore[5]. La derivazione produce un salto di 870 m e una portata di 2,5 m3/s. Genera una potenza di 31,4 MW.
- Lago di Morasco: bacino che riceve le acque dalla centrale idroelettrica di Morasco, che a sua volta sfrutta le acque del Lago del Sabbione. La portata massima è di 4,4 m3/s e il salto di 514 m. Genera una potenza di 18 MW.

I tre generatori della centrale sono costituiti ciascuno da un alternatore e una turbina Pelton ad asse orizzontale.
L'edificio principale è affiancato dalla casa del direttore.